# ディヴィジオン・アン1977-1978
ディヴィジオン・アン1977-1978はフランスの最上位プロサッカーリーグ、シャンピオナ・ドゥ・フランス・ドゥ・フットボールの第40回目のシーズンである。ASモナコが3回目の優勝を決めた。モナコは昇格1年目で優勝したが、これはFCジロンダン・ドゥ・ボルドー (1949-1950)とASサンテティエンヌ (1963-1964)に続いて史上3クラブ目かつ20世紀最後の快挙である。昨季王者のFCナントを勝ち点1差、同じ昇格組のRCストラスブールを勝ち点3差上回っての優勝だった。

残留争いでは昨季2位のRCランスが18位で自動降格、ASナンシー＝ロレーヌ (クープ・ドゥ・フランス1977-1978優勝)のミシェル・プラティニによる1試合4ゴール等も特筆される。一方国際舞台では、SECバスティアがUEFAカップ1977-78で準優勝、サッカーフランス代表の1978 FIFAワールドカップ出場決定 (12年ぶり)といった明るい話題があった。

## 出場クラブ
| クラブ                         | 昇格年 |
| ------------------------------ | ------ |
| SECバスティア                  | 1968   |
| FCジロンダン・ドゥ・ボルドー   | 1962   |
| スタッド・ラヴァロワ           | 1976   |
| RCランス                       | 1973   |
| オランピック・リヨネ           | 1954   |
| オランピック・ドゥ・マルセイユ | 1966   |
| FCメス                         | 1967   |
| ASモナコFC                     | 1977   |
| ASナンシー＝ロレーヌ           | 1975   |
| FCナント                       | 1963   |
| OGCニース                      | 1970   |
| ニーム・オランピック           | 1968   |
| パリ＝サン＝ジェルマンFC       | 1974   |
| スタッド・ドゥ・ランス         | 1970   |
| FCルーアン                     | 1977   |
| ASサン＝テティエンヌ           | 1963   |
| FCソショー・モンベリアール     | 1964   |
| RCストラスブール               | 1977   |
| トロワAF                       | 1973   |
| USヴァランシエンヌ＝アンザン   | 1975   |

## 順位表
| 順 | チーム                         | 試 | 勝 | 分 | 敗 | 得 | 失 | 差  | 点 | 出場権または降格                       |
| -- | ------------------------------ | -- | -- | -- | -- | -- | -- | --- | -- | -------------------------------------- |
| 1  | ASモナコFC (C)                 | 38 | 22 | 9  | 7  | 79 | 46 | +33 | 53 | UEFAチャンピオンズカップ 1978-79出場   |
| 2  | FCナント                       | 38 | 21 | 10 | 7  | 60 | 26 | +34 | 52 | UEFAカップ1978-79出場                  |
| 3  | RCストラスブール               | 38 | 19 | 12 | 7  | 70 | 40 | +30 | 50 | UEFAカップ1978-79出場                  |
| 4  | オランピック・ドゥ・マルセイユ | 38 | 20 | 7  | 11 | 70 | 41 | +29 | 47 |                                        |
| 5  | SECバスティア                  | 38 | 19 | 6  | 13 | 62 | 44 | +18 | 44 |                                        |
| 6  | ASナンシー＝ロレーヌ           | 38 | 17 | 9  | 12 | 63 | 49 | +14 | 43 | UEFAカップウィナーズカップ 1978-79出場 |
| 7  | ASサン＝テティエンヌ           | 38 | 18 | 6  | 14 | 50 | 49 | +1  | 42 |                                        |
| 8  | OGCニース                      | 38 | 17 | 7  | 14 | 72 | 70 | +2  | 41 |                                        |
| 9  | FCソショー＝モンベリアール     | 38 | 15 | 10 | 13 | 65 | 54 | +11 | 40 |                                        |
| 10 | スタッド・ラヴァロワ           | 38 | 15 | 7  | 16 | 50 | 58 | −8  | 37 |                                        |
| 11 | パリ・サン＝ジェルマンFC       | 38 | 14 | 8  | 16 | 75 | 66 | +9  | 36 |                                        |
| 12 | FCメス                         | 38 | 13 | 9  | 16 | 41 | 57 | −16 | 35 |                                        |
| 13 | ニーム・オランピック           | 38 | 11 | 11 | 16 | 49 | 63 | −14 | 33 |                                        |
| 14 | USヴァランシエンヌ＝アンザン   | 38 | 11 | 10 | 17 | 48 | 58 | −10 | 32 |                                        |
| 15 | スタッド・ドゥ・ランス         | 38 | 11 | 10 | 17 | 42 | 55 | −13 | 32 |                                        |
| 16 | FCジロンダン・ドゥ・ボルドー   | 38 | 12 | 8  | 18 | 46 | 69 | −23 | 32 |                                        |
| 17 | オランピック・リヨネ           | 38 | 12 | 7  | 19 | 56 | 59 | −3  | 31 |                                        |
| 18 | RCランス (R)                   | 38 | 12 | 7  | 19 | 56 | 71 | −15 | 31 | ディヴィジオン・ドゥ1978-1979に降格    |
| 19 | トロワAF (R)                   | 38 | 11 | 9  | 18 | 41 | 69 | −28 | 31 | ディヴィジオン・ドゥ1978-1979に降格    |
| 20 | FCルーアン (R)                 | 38 | 6  | 6  | 26 | 40 | 91 | −51 | 18 | ディヴィジオン・ドゥ1978-1979に降格    |

1. ↑  クープ・ドゥ・フランス1977-1978優勝

## 昇格
ディヴィジオン・ドゥで各グループ1位となったリールOSCとアンジェSCO、両組2位同士のプレーオフに勝ったパリFCが昇格を決めた。

## レ・シャンピオン・ドゥ・フランス[3]
ASモナコFC (3回目)
| 選手                         | 国籍             | 試合 | 得点 |
| ---------------------------- | ---------------- | ---- | ---- |
| ジャン＝ピエール・ショーサン | フランスの旗     |      |      |
| イヴ・ショヴォー             | フランスの旗     |      |      |
| エリベルト・コレア           | パラグアイの旗   |      |      |
| ローラン・クルビス           | フランスの旗     |      |      |
| クリスティアン・ダルジェ     | フランスの旗     |      |      |
| ジャン＝リュック・エトリ     | フランスの旗     |      |      |
| ジャン＝クロード・ファジュ   | フランスの旗     |      |      |
| ダニエル・フランソワ         | フランスの旗     |      |      |
| ベルナール・ガルドン         | フランスの旗     |      |      |
| ティエリー・ギュディマール   | フランスの旗     |      |      |
| ジャン＝ノエル・ルシオーニ   | フランスの旗     |      |      |
| アラン・モワザン             | フランスの旗     |      |      |
| ラウール・ノゲス             | フランスの旗     |      |      |
| デリオ・オニス               | アルゼンチンの旗 |      |      |
| セルジュ・ペルシニ           | フランスの旗     |      |      |
| ジャン・プティ               | フランスの旗     |      |      |
| ロジェ・リコル               | フランスの旗     |      |      |
| ミシェル・ルケット           | フランスの旗     |      |      |
| アンドレ・テュイベンス       | フランスの旗     |      |      |
| アルベール・ヴァヌッチ       | フランスの旗     |      |      |
| アルフレッド・ヴィタリス     | フランスの旗     |      |      |

## 得点ランキング
| 順位 | 選手                     | クラブ                         | 点数 |
| ---- | ------------------------ | ------------------------------ | ---- |
| 1    | カルロス・ビアンチ       | パリ・サン＝ジェルマンFC       | 37   |
| 2    | デリオ・オニス           | ASモナコFC                     | 29   |
| -    | ネナド・ブイェコヴィッチ | OGCニース                      | 29   |
| 4    | ベルナール・ラコンブ     | オランピック・リヨネ           | 24   |
| 5    | サル・ブバキャル         | オランピック・ドゥ・マルセイユ | 21   |
| -    | アルベール・ジェムリシュ | RCストラスブール               | 21   |
| 7    | マルク・ベルドル         | オランピック・ドゥ・マルセイユ | 20   |
| 8    | ヨニー・レップ           | SECバスティア                  | 18   |
| -    | クリスティアン・ダルジェ | ASモナコFC                     | 18   |
| -    | ミシェル・プラティニ     | ASナンシー＝ロレーヌ           | 18   |
| 11   | オリヴィエ・ルイエ       | ASナンシー＝ロレーヌ           | 16   |
| 12   | クロード・パピ           | SECバスティア                  | 15   |
| -    | ロベール・パントナ       | FCソショー＝モンベリアール     | 15   |
| 14   | ジルベール・マルグリット | ニーム・オランピック           | 14   |
| -    | エリック・ペクー         | FCナント                       | 14   |

## シーズンハイライト
ASモナコFCの優勝は38試合79ゴールという得点力に支えられていた。そのうち、オニスとダルジェの2トップが47ゴールを挙げた。守備面では、本来の正GKイヴ・ショヴォーの負傷によって急遽レギュラーとなった21歳ジャン＝リュック・エトリのデビューが特筆される。意外な形で抜擢されたエトリは正守護神としての初シーズンでリーグ優勝を飾り、そこからクラブ史上最多リーグ602試合出場を記録する栄光のキャリアを歩みだした。シーズン後の1978 FIFAワールドカップに出場するサッカーフランス代表メンバーには、MFのクリスティアン・ダルジェとジャン・プティの2人が選出されている。60歳のモナコの監督リュシアン・ルデュックは過去2回のリーグ優勝時も監督だった。マルセイユでの2回も含めて、20年間に5回のフランス制覇を成し遂げている。

補強に関しては、DFのローラン・クルビスとベルナール・ガルドン、2部リーグでプレーしていたために知名度が低かった守備的MFのアラン・モワザン、マルセイユから獲得したアルゼンチン人の攻撃的MFラウール・ノゲス (既にある程度の高い評価を得ていた)の獲得が大きな戦力アップを齎した。この4人は開幕から不動のレギュラーに定着している。既存戦力のなかでは、やはり20世紀シャンピオナ・ドゥ・フランス史上最多得点記録を持ち、相手ゴール前で無類の得点力を発揮したデリオ・オニスの活躍ぶりが突出していた。

昨シーズンは中位に沈んでいたレ・モネガスクの優勝は、大方の予想を覆すものだった。しかし開幕戦でバスティアを下すと、敵地でボルドーを4－0 (ダルジェのハットトリック込み)で破り、RCストラスブール相手に0－2から3－2と逆転勝ちを飾った時には本拠地スタッド・ルイ＝ドゥで開幕5連勝も達成した。スタートダッシュ時の勢いは次第に衰えて4位前後に後退したが、モナコは終盤に全力のスパートをかけた。ラスト5試合を全勝し、その中には敵地でのパリSGおよびFCメス (オニス4得点)に対する連続4－0勝利が含まれていた。FCナントを勝ち点1上回る首位として臨んだ最終節、追いかける2位ナントはニースを6－1で下したが、モナコもバスティアを2－1 (得点者はオニスとガルドン)で破って優勝を決めた。